# Tansei–1
Tansei–1 (jelentése: kék színű) a második Japán tudományos műhold.

## Küldetés
A Tokiói Városi Egyetem (University of Tokyo) tervei alapján négy Tansei tesztműhold készült. A NASDA (National Space Development Agency/Japán Nemzeti Űrfejlesztési Hivatal) és az ISAS (Institute of Space and Astronautical Science/Japán Űr- és Asztronautikai Intézmény) együttműködésével 1971-1980 között indították, tesztelték a műholdat (működőképességét, irányító, követő rendszerét), a Mu hordozórakétát (előkészítés, kilövés, üzemeltetés) és a kapcsolódó követő rendszerek összhangját. A Tansei műholdsorozat első tagja.

## Tansei
- Tansei–1
- Tansei–2
- Tansei–3
- Tansei–4

## Jellemzői
1971. február 16-án a Kagosimai ISAS űrközpontból (Kagosima Space Center) egy Mu–4S hordozórakétával állították magas Föld körüli pályára (HEO = High-Earth Orbit).
Megnevezései: Tansei–1; Tansei–1 (1971-011A); Mu Satellite–Test (MS–T1). Kódszáma: SSC 4952.
Az űreszköz felületét napelemek borították, éjszakai (földárnyék) energia ellátását ezüst-cink akkumulátorok biztosították. Technikai elemei – telemetria adó, a  Command vevő és dekódoló, a mágnesszalagos adatrögzítő (37 alkalommal működtették) – kifogástalanul működtek. A napelemek és akkumulátor teljesítményét technikai okok miatt nem tudták mérni. Hat oldalán tükör felületet alakítottak ki, hogy az optikai követést elősegítsék. Teszteredménye alapján megállapították, hogy a belső hőmérséklet, a működőképesség biztosítja a rendszer (földi, légi, világűrbeli) üzemképességét.
Az űreszköz 26 oldalú, átmérője 71, magassága 80 centiméter, hasznos tömege 63 kilogramm. Az orbitális egység pályája 106,03 perces, 29,67 fokos hajlásszögű, elliptikus pálya perigeuma 990 kilométer, az apogeuma 1100 kilométer volt.
1971. február 23-án befejezte aktív tevékenységét, 1985. január 7-én belépett a légkörbe és megsemmisült.